# Selección Sudamericana de Fútbol del siglo XX

## Selección Sudamericana de Fútbol delsigloXX
La base de esta elección fue una encuesta de la IFFHS a personalidades y profesionales del fútbol en todo el mundo.
| Jugador               | País      |
| --------------------- | --------- |
| Ubaldo Fillol         | Argentina |
| Carlos Alberto Torres | Brasil    |
| Elías Figueroa        | Chile     |
| Daniel Passarella     | Argentina |
| Nilton Santos         | Brasil    |
| Diego Maradona        | Argentina |
| Alfredo Di Stéfano    | Argentina |
| Didi                  | Brasil    |
| Roberto Rivelino      | Brasil    |
| Garrincha             | Brasil    |
| Pelé                  | Brasil    |

## Selección Histórica de la Copa AméricadelsigloXX
En julio de 2011 a pocos días de iniciar la Copa América de Argentina, la CONMEBOL editó un libro llamado la historia de la copa América a cargo de Jorge Barraza que proponía un nuevo once ideal; notadamente hay un esfuerzo de diversidad entre los países de CONMEBOL; sólo Venezuela no se representa, mientras Argentina y Uruguay cuentan con dos representantes cada.
| Jugador             | País      |
| ------------------- | --------- |
| José Luis Chilavert | Paraguay  |
| José Nasazzi        | Uruguay   |
| Elías Figueroa      | Chile     |
| Héctor Chumpitaz    | Perú      |
| Obdulio Varela      | Uruguay   |
| Marco Etcheverry    | Bolivia   |
| Carlos Valderrama   | Colombia  |
| Maradona            | Argentina |
| Alfredo Di Stéfano  | Argentina |
| Alberto Spencer     | Ecuador   |
| Pelé                | Brasil    |